# Bruno Landis
Bruno Landis (* 12. November 1942 in Menziken) ist ein Schweizer Maler, Zeichner, Plastik, Grafiker, Autor und Zeichenlehrer. 

## Leben und Werk
Bruno Landis liess sich an der Kunstgewerbeschule Zürich zum Zeichenlehrer ausbilden. Er war Vorstandsmitglied der Sektion Aargau der GSMBA. Ab 1967 zeigte er seine Werke in zahlreichen Einzel- und Gruppenausstellungen. Als Zeichenlehrer unterrichtete er im Teilzeitpensum von 1974 bis 2006 an der Bezirksschule Wildegg. Sein Werk umfasst Aquarelle, Collagen, Linolschnitte, Radierungen, Objektkunst und Eisenplastiken.